# Regno di Samo
Regno di Samo è il nome storiografico con cui è nota una confederazione di tribù slave, inclusi cechi, slovacchi, sorabi e altre tribù slave occidentali lungo il fiume Danubio, raccoltesi attorno al mercante franco Samo tra il 631 e il 658.

## Collocazione geografica
La collocazione geografica del regno di Samo è tutt'oggi oggetto di discussione fra gli studiosi, soprattutto mitteleuropei. L'assenza di fonti scritte affidabili e l'impossibilità di datare con precisione i ritrovamenti archeologici hanno dato adito a diverse interpretazioni.
È probabile che la confederazione comprendesse le odierne Moravia, Slovacchia sud-occidentale, Bassa Austria e forse l'antica regione della Carantania (approssimativamente Alta Carinzia, Tirolo Orientale, Stiria e Carinzia slovena), anche se c'è chi sostiene che si trovasse esclusivamente a sud del Danubio. Più tardi, arrivò forse ad inglobare anche la Boemia, la Sorabia o Sorbia (corrispondente in parte all'attuale Lusazia).

## Storia

### Prima di Samo
Gli Slavi giunsero nell'attuale Slovacchia meridionale nel IV secolo. Nel VI giunsero anche in Moravia, nella Boemia nord-occidentale, nella Bassa Austria settentrionale, nella zona che successivamente diventerà la Carantania (approssimativamente Carinzia, Tirolo dell'est e Stiria), nell'est della Slovenia e della Croazia. Insediamenti isolati di Slavi si riscontrano anche in territorio ungherese, mentre i Gepidi si erano stabiliti dal 455 in Ungheria orientale e in Transilvania. L'Ungheria occidentale, invece, era stata occupata dal 547 dai Longobardi, provenienti dal Norico. I territori a sud appartenevano all'Impero d'Oriente, quelli a nord e a est all'egemonia slava. A ovest, infine, vi era il confine con il regno dei Franchi.
A turbare questa situazione giunsero in Ungheria orientale, provenienti dalle steppe asiatiche, i nomadi Avari, i quali si allearono con i Longobardi contro i Gepidi, che sconfissero definitivamente nel 567. Costretti alla migrazione anche i Longobardi, che si dirigeranno in Italia, gli Avari stabilirono lungo il Danubio il loro khaganato. Questo forte regno avaro sottomise nel VI secolo gli Slavi circostanti. Fra il 595 e il 602 si protrasse una guerra quasi ininterrotta fra gli Avari e l'Impero Bizantino (vedi in proposito le Campagne balcaniche dell'imperatore Maurizio), che portò il khaganato sull'orlo del collasso, distruggendo così in mito dell'invincibilità degli Avari che si era venuto a creare.

### La ribellione

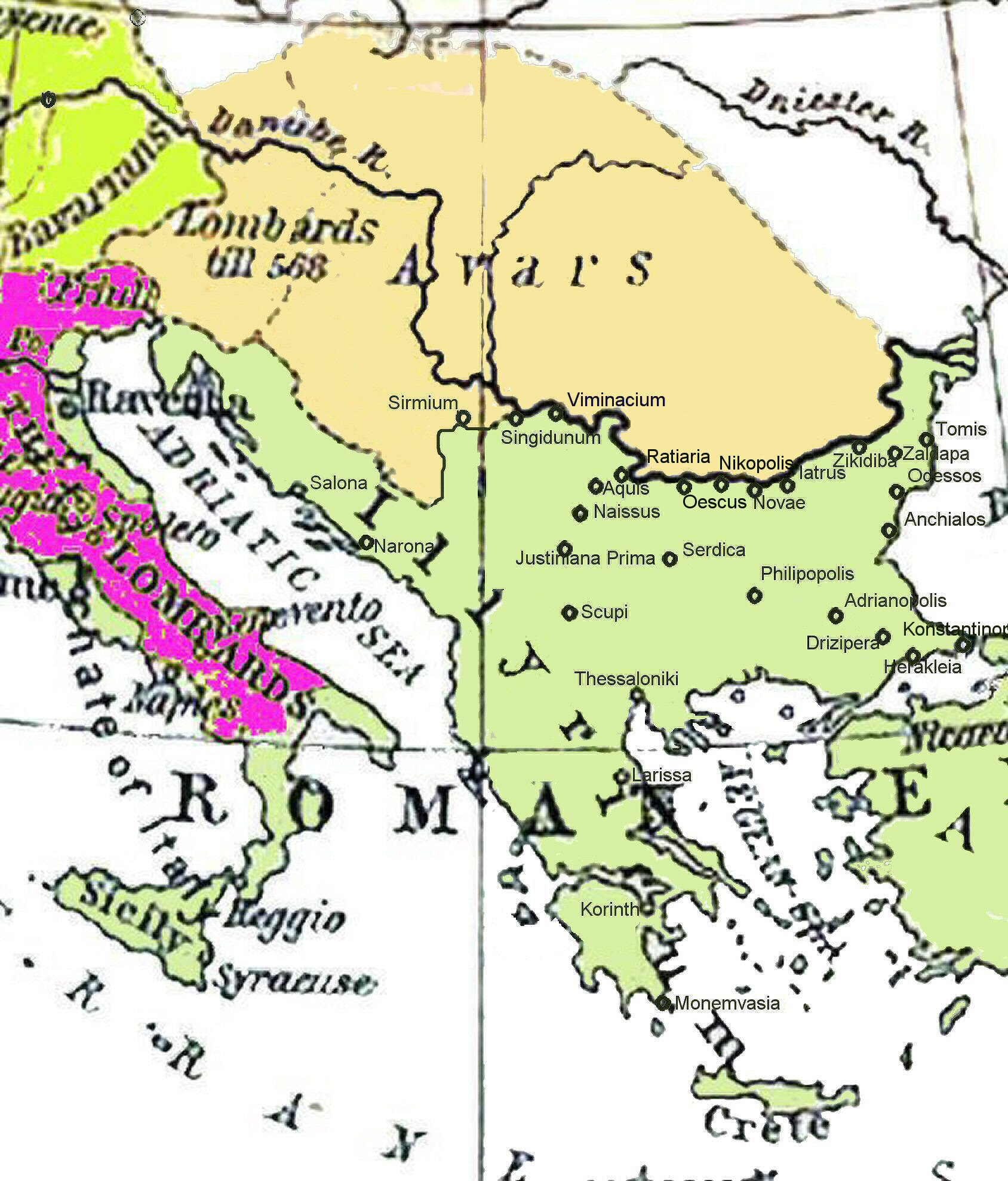
La locazione del Khanato degli Avari verso il 600.

Il testo della Cronaca di Fredegario prende avvio dagli anni 623-624, durante il quarantesimo anno di regno del re franco Clotario II. In questi anni il negotians (mercante o negoziatore) Samo, assieme ad altri compagni, intraprese un viaggio d'affari «in Sclavos, cognomento Winidos» («presso gli Slavi detti Venedi»). Nonostante il divieto dell'autorità franca, Samo, così come molti altri mercanti dalle Gallie, organizzava carovane commerciali, soprattutto per fornire armi agli Slavi. Le "carovane" a quei tempi, erano ben fornite e protette anche militarmente da soldati armati, poiché i viaggi in terre straniere, soprattutto se carichi di merci di valore, erano assai pericolosi. Secondo alcune fonti non completamente attendibili, Samo era addirittura un mercante di schiavi, che ricercava fra gli Slavi nuove "merci".

In questi anni gli Slavi stavano dando avvio ad una ribellione contro il dominio avaro. Le ragioni erano, secondo le fonti, principalmente l'obbligo di militare nelle prime file dell'esercito avaro, di versare un alto tributo e gli stupri sistematici delle donne slave perpetrati quando, ogni anno, gli Avari passavano l'inverno presso gli Slavi. I ribelli, quindi, non erano veri e propri Slavi, bensì meticci avaro-slavi, di madre slava e padre avaro.
(Cronaca di Fredegario (642 circa), Libro IV, Sezione 48)
  La ribellione scoppiò proprio mentre gli Avari, assieme ai Persiani Sasanidi e con l'ausilio di forze di Slavi meridionali, si preparavano all'invasione di Costantinopoli nell'anno 623 e forse tale rivolta dovette il suo successo proprio a questa circostanza. Gli Avari, dal canto loro, subirono una sconfitta a Costantinopoli nel 626, il che diede avvio ad una seconda ribellione.
Samo, assieme agli altri mercanti, prese parte alla lotta, inevitabilmente a fianco degli Slavi e la sua «capacità militare» fu, secondo la Cronaca di Fredegario, decisiva per la vittoria slava. Per gli storici questo passo può indicare tanto che il contributo di Samo sia stato "diretto" (in quanto buon combattente e/o comandante o in quanto la scorta militare della sua carovana si sia rivelata fondamentale nei combattimenti), quanto che il suo aiuto sia consistito, più indirettamente, in forniture di armi e nello stabilire contatti con il re franco. Se, come sembra, Samo prese il potere durante la prima ribellione del 623-624, il suo potere fu senza dubbio consolidato durante quella del 626, a seguito della sconfitta avara a Costantinopoli.
In ogni modo Samo fu proclamato rex dagli Slavi. Alcuni storici propongono il titolo di "comandante" o "principe". Rex era, oltretutto, lo stesso titolo che portava il sovrano dei Franchi. Esistono però altre ipotesi più o meno probabili circa l'ascesa al potere di Samo. Così non è da escudere, che fosse stato mandato presso gli Slavi proprio da Dagoberto I, figlio di Clotario II, a quel tempo nominato dal padre principe dell'Austrasia. Lo scopo di una tale azione, sarebbe stato quello di frapporre un ulteriore potere fra gli Avari e il regno franco, così da potersi meglio difendere da aggressioni avare. Altri, al contrario, vedono in Samo un "candidato di compromesso", attorno al quale i vari capi slavi si sarebbero potuti unire. La scelta sarebbe infatti ricaduta su di uno straniero, onde evitare di opporre così i capi slavi uno all'altro (un po' come accadrà con la figura del podestà nella realtà comunale italiana).

### Samo regnante

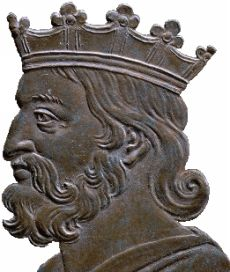
Ritratto di Dagoberto I ad opera di Jean Dassier (1676–1763).

Samo si adattò rapidamente al nuovo contesto culturale in cui si ritrovò, così diverso da quello franco. Nella Cronaca di Fredegario si riporta che Samo ebbe ben 12 mogli slave, con le quali generò 22 figli e 15 figlie. A detta di alcuni storici, si trattava di donne provenienti dalle famiglie a capo delle diverse tribù su cui Samo regnava, quindi di "matrimoni politici" che avrebbero portato così all'unione delle dodici stirpi sotto uno stesso individuo. Tuttavia, considerando i molteplici significati assegnati al numero dodici dalla simbologia numerica medievale, tale dato non è da considerare completamente affidabile. Sotto il comando di Samo gli Slavi avrebbero poi condotto altre guerre vittoriose contro gli Avari.
Per il resto, la Cronaca di Fredegario ci informa sul regno di Samo solo in ragione delle sue relazioni con i Franchi. Così, viene indicato che i territori liberati dalla presenza avara furono visitati da altri mercanti franchi. Questo deve aver alquanto allarmato ed infastidito le popolazioni slave, le quali, nel 631-632, derubarono e uccisero un gruppo di mercanti. A seguito di ciò, Dagoberto mandò ambasciatori nel regno di Samo, pretendendo un risarcimento per le morti e per il furto subito a danno dei franchi. Tale occasione, infatti, costituì per Dagoberto un pretesto per avviare una più intensa "politica orientale", e comunque, proteggere gli interessi franchi anche all'interno di una sfera d'influenza straniera, era uno dei compiti del re. Le negoziazioni diplomatiche, condotte da un rappresentante di Dagoberto (Sichario o Sicario), non portarono ad alcun esito:
(Cronaca di Fredegario, IV, 68.)

Al precipitare della situazione, Dagoberto decise di guidare, in quello stesso anno, con l'aiuto di popoli alleati, una campagna contro Samo. Gli Alamanni, sotto la guida di Crodoberto, attaccarono i confini del regno di Samo. I Longobardi friulani irruppero nel regno probabilmente da sud e occuparono la "regio Zellia", probabilmente l'odierna Gailtal, in Carinzia. Il comandante delle truppe d'Austrasia (forse lo stesso Dagoberto) doveva penetrare nel cuore del regno. Tuttavia, i tre comandanti non riuscirono a riunirsi e, mentre i primi due rientrarono vittoriosi con diversi prigionieri al seguito, le truppe franche d'Austrasia, dopo tre giorni d'assedio infruttuoso a Wogastisburg (la cui localizzazione rimane ignota), subirono una pesante sconfitta. I restanti guerrieri di Dagoberto furono costretti a fuggire, abbandonando tutte le armi e le tende sul posto. Fallì così il tentativo di rovesciare Samo.

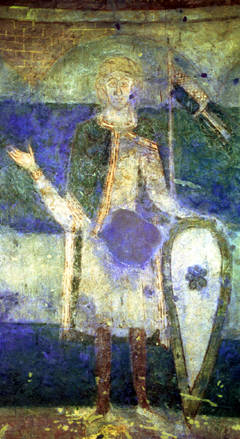
Affresco presumibilmente rappresentante Samo, all'interno della Rotonda di Santa Caterina a Znojmo.

Subito dopo, gli Slavi intrapresero, sotto la guida di Samo, numerose incursioni in Turingia (resasi indipendente approfittando della debolezza di Dagoberto) e nella parte orientale del Regno franco. Inoltre Dervan (Drvan), un sovrano (di discussa storicità) dei Sorbi insediatosi fra l'Elba e la Saale che fino ad allora si trovava sotto l'influenza dei Franchi, si unì a Samo.
(Cronaca di Fredegario, IV, 68.)
Questa è la prima fonte attestata che testimoni la presenza di Slavi a nord dei Monti Metalliferi. Sulla base di queste notizie, viene dedotto da molti storici che a quel tempo anche la Boemia occidentale e i territori della cosiddetta "Bavaria slavica" (Baviera centro-orientale) facessero parte del regno di Samo. Altri ritengono invece che Dervan stesse attraversando le terre al confine fra il regno Franco e quello di Samo per condurre il proprio popolo verso i Balcani, dove, secondo il De Administrando Imperio, una parte dei Sorbi (o Serbi bianchi) si stava dirigendo, su invito dell'Imperatore Eraclio I. Non ci sarebbe quindi stata, secondo quest'ipotesi, alcuna acquisizione territoriale, bensì una temporanea unione "slava" delle popolazioni sorbe di passaggio con quelle sotto la guida di Samo.
Gli slavi intrapresero poi altre scorrerie nel regno franco, costringendo Dagoberto a prendere provvedimenti per potersi difendere. Così nominò, nel 633, suo figlio Sigeberto re d'Austrasia, sotto la custodia del vescovo Cuniberto di Colonia (Sigeberto non aveva neanche tre anni).
Non abbiamo altre indicazioni su Samo e il suo regno, quindi è probabile che fino alla sua morte non si siano avuti altri conflitti degni di nota fra i Franchi e Samo. Dalla durata del suo regno, che, stando alle fonti, durò 35 anni, possiamo dedurre che Samo morì attorno al 658.

### Dopo Samo
Per i seguenti 150 anni non abbiamo alcuna fonte scritta sul destino del regno di Samo. Sulla base dei ritrovamenti archeologici, possiamo intuire che verso il 650 gli Avari siano ritornati nell'attuale Slovacchia meridionale e nell'VIII secolo nella Moravia meridionale, ricominciando a vivere in simbiosi con gli Slavi. Gli Slavi insediati nelle regioni del nord e dell'ovest rimasero, invece, indipendenti dal dominio avaro. Il regno franco, dopo la morte di Dagoberto avvenuta nel 639, cadde in una crisi che indebolì le sue posizioni contro i vicini Slavi. Sembra anche possibile che, dopo la morte di Samo, sia persistita una struttura politico-statale che si rifaceva al preesistente regno.
Le fonti scritte ricominciano nell'VIII secolo, nel contesto della lotta fra i Franchi guidati da Carlo Magno contro gli Avari (788/791 - 796/803), sconfitti dai Franchi nel 799 o nell'802/803. Carlo Magno fu sostenuto in queste battaglie dagli Slavi (ad esempio nel 791 e nel 795), i quali portarono avanti anche le loro proprie battaglie (l'"infestatio Sclavorum" degli anni 802–805). A quel tempo esistevano nell'area danubiana centrale entrambi i principati slavi di Moravia e di Nitra (unitisi nella Grande Moravia nell'833). Non ci fu, in ogni modo, una connessione politica o istituzionale fra il regno di Samo e i due principati, tuttavia si può rilevare archeologicamente una continuità insediativa e culturale. Questa continuità non può ovviamente essere chiamata in causa per una ricostruzione dei processi politici, ma creò i presupposti economici e sociali per la nascita di entrambi i principati, e quindi per la Grande Moravia. Inoltre, il fatto che, al momento della nascita della Grande Moravia, nelle fonti non siano più indicati nomi di tribù degli Slavi in Moravia e Slovacchia (diversamente da quelli in Boemia e Polonia), ma che essi vengano solo menzionati come Moravi, o Slavi moravi (così come nell'elenco dell'anonimo Geografo bavarese dell'845 Descriptio civitatum et regionum ad septentrionalem plagam Danubii), lascia pensare che fossero già nate strutture politico-statali eredi probabilmente del regno di Samo, più stabili delle federazioni di tribù. Inoltre, la zona a nord dell'odierna Klagenfurt, parte della cosiddetta marca Vinedorum (la cui appartenenza alla federazione di Samo è però discussa), avrebbe conservato l'indipendenza per divenire nota col nome di Carantania e diventando sul finire del VII secolo uno dei primi principati slavi. Diversi studiosi tedeschi sostengono invece che il regno di Samo, dopo la sua la morte, si sia disintegrato e che non abbia funzionato da iniziatore di una certa tradizione politico-statale. A riprova di questa tesi viene fatto notare che le strutture sociali e l'economia di questa zona non erano, in linea di massima, ancora sufficientemente evolute da permettere ad un'entità come il regno di Samo di sopravvivere per un tempo sufficientemente lungo.